# Ernst Fink (Politiker, 1942)
Ernst Fink (* 23. März 1942 in Riegersburg; † 10. Juni 2024 in Graz) war ein österreichischer Finanzbeamter in Ruhe und Politiker (ÖVP). Fink war von 1986 bis 2002 Abgeordneter zum Nationalrat.

## Ausbildung und Beruf
Ernst Fink wuchs mit zwei Brüdern und einer Schwester in Riegersburg als Sohn eines Arztes auf. Er besuchte die Volksschule und wurde von seinen Eltern in der Folge zum Besuch der Mittelschule nach Fürstenfeld geschickt. Der Besuch der Mittelschule für Auswärtige war zu dieser Zeit mit dem Wohnen im Heim verbunden, Fink brach jedoch immer wieder aus dem Heim aus und wurde des Heimes verwiesen. Fink besuchte in der Folge zwei Jahre das Gymnasium in Graz und danach das Gymnasium wieder in Fürstenfeld. Er beendete seine schulische Laufbahn mit dem Abschluss der Externistenmatura 1965.
Fink schlug in der Folge die Berufslaufbahn als Finanzbeamter ein und startete seine Karriere 1965 als Betriebsprüfer am Finanzamt Feldbach. Später stieg Fink zum Leiter der Veranlagungsleitstelle des Finanzamtes Feldbach auf.

## Politik
Fink startete seine politische Karriere als Personalvertreter im Finanzamt Feldbach, wurde in der Folge ÖAAB-Organisationsreferent und ÖAAB-Stadtgruppenobmann. Er stieg zum ÖVP-Bezirksparteiobmann auf und war von 1980 bis 1985 Gemeinderat in Feldbach. Am 1. Oktober 1986 zog Fink als Vertreter der ÖVP in den Nationalrat ein. Er verhinderte als Abgeordneter die Realisierung der Straßenverkehrsabgabe, gründete die Steirische Job-Offensive und setzte den Grundstein für den Styrassic-Park in Bad Gleichenberg. Fink wurde 2002 als Finanzbeamter pensioniert, nachdem er sich bereits 1998 einer Herzoperation unterziehen musste. In der Folge kandidierte er bei der Nationalratswahl 2002 nicht mehr für das Parlament. Fink schied am 19. Dezember 2002 aus dem Nationalrat aus und gab bis auf die Funktion des ÖVP-Bezirksobmanns alle Funktionen ab. Im Juni 2004 legte Fink nach 15-jähriger Tätigkeit auch diese Funktion nieder.

## Privates
Fink war ab 1964 verheiratet und Vater von zwei Söhnen und zwei Töchtern.

## Auszeichnungen
- 1995: Großes Silbernes Ehrenzeichen für Verdienste um die Republik Österreich[4]
- 2003: Großes Goldenes Ehrenzeichen für Verdienste um die Republik Österreich[5][6]